# Huangdi Neijing
Huangdi Neijing, cunoscut și sub denumirea Canonul intern al Împăratului Galben sau Tratatul Interioarelor al lui Huangdi, (altă formă: Nei Ting) este cea mai veche lucrare de medicină chineză și cel mai important text medical al Chinei antice, care acoperă în mod sistematic toate cuceririle medicinei teoretice de până atunci.

## Descriere
Tratatul se constituie ca un dialog între Împăratul Galben și consilierii săi și este alcătuit din două părți:
- Huangdi Neijijg Suwen ("Întrebări simple"), prescurtat Suwen
- Huangdi Neijijg Lingshu ("Poarta Sacră")sau Lingshu

## Datare
Omul de știință Nathan Sivin (profesor de cultură chineză și de istoria științei la Universitatea din Pennsylvania) susține (1998) că tratatul datează din primul secol î.Hr.
Joseph Needham (1900-1995) și Lu Gwei-Djen (1904-1991) sunt de părere că Suwen aparține secolului al II-lea î.Hr.